# Ketanggan (Gembong)
Ketanggan is een bestuurslaag in het regentschap Pati van de provincie Midden-Java, Indonesië. Ketanggan telt 1591 inwoners (volkstelling 2010).